# جان فلک (بازیکن فوتبال)
جان الکساندر فلک (انگلیسی: John Alexander Fleck؛ زادهٔ ۲۴ اوت ۱۹۹۱) بازیکن فوتبال اهل اسکاتلند است.
از باشگاه‌هایی که در آن بازی کرده‌است می‌توان به رنجرز، بلکپول، کاونتری سیتی و شفیلد یونایتد اشاره کرد.
وی همچنین در تیم ملی فوتبال اسکاتلند بازی کرده‌است.